# بخش لیک (شهرستان وود، اوهایو)
بخش لیک (به انگلیسی: Lake Township) یک منطقهٔ مسکونی در ایالات متحده آمریکا است که در شهرستان وود، اوهایو واقع شده‌است.
 بخش لیک ۹۰٫۱ کیلومتر مربع مساحت و ۱۰٬۹۷۲ نفر جمعیت دارد و ۱۸۷ متر بالاتر از سطح دریا واقع شده‌است.